# Odiellus poleneci
Espèce
Odiellus poleneci est une espèce d'opilions eupnois de la famille des Phalangiidae.

## Répartition
Cette espèce est endémique de Slovénie. Elle se rencontre dans les environs de Kranj.

## Systématique et taxinomie
Cette espèce a été décrite par Hadži en 1973.

## Étymologie
Cette espèce est nommée en l'honneur d'Anton Polenec.

## Publication originale
- Hadži, 1973 : « Novi taksoni suhih južin (Opilionidea) v Jugoslaviji - Neue Taxa der Weberknechte (Opilionidea) aus Jugoslawien. » Razprave Slovenska Akademija Znanosti in Umetnosti SAZU (IV) - Dissertationes Academia Scientiarum et Artium Slovenica, Classis 4, vol. 16, p. 1–120.